# Dunstan, England
Dunstan är en ort i civil parish Craster, i grevskapet Northumberland i England. Orten är belägen 9 km från Alnwick. Dunstan var en civil parish 1866–1955 när det uppgick i Craster. Civil parish hade 213 invånare år 1951.